# Авл Ліциній Нерва Сіліан
Авл Ліци́ній Нерва Сіліан (Aulus Licinius Nerva Silianus; ? — 7) — державний діяч часів ранньої Римської імперії, консул 7 року.

## Життєпис
Походив з патриціанського роду Сіліїв, його гілки Нерва. Молодший син Публія Сілія Нерви, консула 20 року до н. е., та Копонії. При народженні отримав ім'я Гай. Завдяки гарним стосункам батька з імператором Октавіаном Августом зробив кар'єру. Був усиновлений Авлом Ліцинієм Нервою, монетарієм 47 року до н. е. З цього моменту іменувався Авл Ліциній Нерва Сіліан.
У 7 році став консулом разом з Квінтом Цецилієм Метеллом Кретіком Сіланом. Про його каденцію відомо замало. У 8 році призначено проконсулом провінції Галлія (Нарбонської або Лугдунської).
Після повернення до Рима звинувачений у пограбуванні провінції, проте Ліциній Сіліан привів Октавіана Августа у свій будинок і показав йому купу скарбів, яку нібито приготував для імператора, і цим відвів від себе його гнів. Помер до 14 року.

## Родина
- Авл Ліциній Нерва Сіліан